# Школска област Минерсвил против Гобитиса
Школска област Минерсвил против Гобитиса (енгл. Minersville School District v. Gobitis) је назив контроверзне пресуде Врховног суда Сједињених Америчких Држава из 1940. године. У готово једногласној пресуди суд је одбацио тврдње да приморавање ученика да изрекну заклетву застави Сједињених Америчких Држава и салутирају застави крши Устав Сједињених Америчких Држава, конкретно први амандман Устава који гарантује слободу религије. Судија Харлан Стоун је једини написао несагласно мишљење. Ова пресуда изазвала је талас насиља према Јеховиним свједоцима, чија су дјеца најчешће одбијала да рецитују заклетву. Због оваквог развоја догађаја, Суд је само три године касније укинуо сопствену пресуду. Године 1943, на Дан заставе објављена је пресуда у предмету Одбор за образовање Западне Вирџиније против Барнета којом се експлицитно укида ова пресуда.

## Текст заклетве
Текст заклетве 1940. године гласио је:
Заветујем се на верност застави Сједињених Америчких Држава, и Републици коју она представља, једној нацији, недељивој, са слободом и правдом за све.
Појам „Под Богом“ је додат 1954.